# Associação Desportiva do Carregado
EL AD Carregado es un equipo de fútbol de Portugal que juega en la III Divisão, la cuarta liga de fútbol más importante del país.

## Historia
Fue fundado el 19 de noviembre de 1950 en la ciudad de Carregado, del ayuntamiento de Alenquer de la capital Lisboa, pasando los primeros años de su historia en las ligas regionales hasta el año 2005, año en que alcanzaron la II Divisão por primera vez.
En el 2009 luego de perder la ronda de semifinales ante el CD Fátima se vio beneficiado por lo que sucedió con los clubes Estrela Amadora y Bosvista, en ese entonces de la Liga de Honra, se vieron involucrados en el escándalo Apito Dourado, por lo que la Federación Portuguesa de Fútbol los invitó a formar parte de la Liga de Honra en la temporada 2009/10, por lo que se convirtió en el primer equipo de Alenquer en jugar a nivel profesional en Portugal, así como el primer club de la subregión del oeste en alcanzar ese nivel.
Lamentablemente para el club solamente duraron en la Liga de Honra una temporada tras quedar último y haber ganado solamente un juego de 30 disputados.

## Jugadores destacados
- Jordão Diogo